# 2021年香港國際賽事
2021年香港國際賽事於2021年12月12日在沙田馬場舉行，除了四場國際一級賽外，還包括了國際騎師錦標賽等活動。由於贊助關係，賽事正式名稱為浪琴表香港國際賽事2021（Longines Hong Kong International Races 2021）。因應疫情影響，入場人數受一定限制，所有海外騎師及賽馬人員需接受嚴密安排。

## 賽馬防護泡安排
香港賽馬會根據香港政府最新防疫安排，按納賽馬防護泡。所有人員（包括騎師、練馬師、馬房人員及策騎員）需有一份抵達香港前72小時內有效陰性核酸檢測證明，並提供完成接種疫苗證明。人員需要乘搭由香港賽馬會提供的私人飛機或包機來回香港，來回馬場及機場交通由香港賽馬會安排。抵達香港後，需在指定酒店隔離，馬匹接受訓練及比賽人員可由酒店前往馬房。訪港騎師的過磅室與香港騎師分開，如果訪港騎師策騎香港受訓馬匹或香港騎師策騎海外馬匹，香港人員需要在馬匹亮相圈指定地區穿著全套保護衣物。如果因事需要聆訊，則以視像會議舉行，減少與本地人群接觸。人員離開香港時，直接到達登機閘口。
此外，香港國際賽事的海外馬匹截止報名日期為2021年10月18日，較初時公佈提早一星期，並不接受海外馬匹補充報名。但是，香港馬匹報名不受影響。

## 馬會錦標賽事
馬會錦標賽事，又稱為香港國際賽事前哨戰。三項香港國際賽事指定預賽馬會錦標賽事11月21日於沙田馬場舉行。因為2019年及2020年受到社會事件以及疫情影響取消贊助，中銀香港重新贊助整個賽馬日，亦稱中銀香港賽馬日。

#### 馬會短途錦標
剛勝出精英碗的錶之未來再下一城，為剛畢業的本地騎師周俊樂取得首場分級賽勝利。肥仔叻叻跑入一席第二，顯心星跑入一席第三。

#### 馬會一哩錦標
四歲三冠王及應屆香港馬王金鎗六十在拍檔何澤堯胯下後上輕鬆衛冕，取得十五連捷。曾勝出2020年董事盃和2021年女皇銀禧紀念盃的雙料一級賽盟主夏威夷跑入一席第二，應屆香港打吡大賽盟主達心星跑入一席第三。

#### 馬會盃
精神威在梁家俊胯下沿途主宰比第五班標準時間更慢領放勝出，賽事完成時間比第五班賽事標準時間還要慢一秒多。嘉應之星跑入一席第二，龍鼓飛揚跑入一席第三。

## 國際騎師錦標賽
本屆國際騎師錦標賽，仍受到疫情影響，邀請海外騎師數目仍然有限，還有已剛獲得香港賽馬會馬會騎師牌照的希威森則代表南非策騎。12月6日早上舉行配馬抽籤儀式。
本年度舉行的浪琴表國際騎師錦標賽獲邀參賽騎師名單上，共有八位訪港騎師（包括希威森），另外四個參賽席位由以香港作策騎基地的騎師取得。
12月8日在跑馬地馬場舉行賽事。
參賽騎師
- 潘頓：四屆冠軍騎師，以2020年國際騎師錦標賽冠軍自動獲得參賽資格
- 莫雷拉：以2020-21年馬季香港冠軍騎師自動獲得參賽資格
- 巴度：2020-21年起連續兩季獲頒發全季馬會騎師牌照，上季贏出獎金突破一億
- 何澤堯：憑金鎗六十連續兩季實現一季七捷，2019-20年馬季頭馬數目追平告東尼香港騎師紀錄，連續兩年奪得告東尼獎
- 杜苑欣：2020年BBC年度體壇風雲人物第三名[5]，2021年打破杜希利紀錄成為單年贏馬最多女騎師
- 連達文：2019年及2020年在日本短期客串獲得不錯成績。首次參加香港國際騎師錦標
- 莫雅：岳伯仁巴利多爾馬房主帥騎師，2021年一級賽最佳騎師總冠軍[6]
- 川田將雅：2021年日本中央競馬會騎師榜暫列第二
- 麥道朗：2021年墨爾本盃嘉年華取下十捷佳績[7]
- 馬昆：2021年再憑加踏步贏出女皇伊利沙伯錦標
- 巴米高：高多芬法國主帥騎師
- 希威森：2020-21年南非冠軍騎師[8]

| 代表國家/地區 | 騎師     | 第一關 第4場 四班1000米 | 第一關 第4場 四班1000米 | 第二關 第5場 四班1650米 | 第二關 第5場 四班1650米 | 第三關 第7場 三班1650米 | 第三關 第7場 三班1650米 | 第四關 第8場 三班1200米 | 第四關 第8場 三班1200米 | 排名 | 總分 |
| 代表國家/地區 | 騎師     | 座騎名次                | 得分                    | 座騎名次                | 得分                    | 座騎名次                | 得分                    | 座騎名次                | 得分                    | 排名 | 總分 |
| ------------- | -------- | ----------------------- | ----------------------- | ----------------------- | ----------------------- | ----------------------- | ----------------------- | ----------------------- | ----------------------- | ---- | ---- |
| 香港          | 潘頓     | 3                       | 4                       | 2                       | 6                       | 2                       | 6                       | 2                       | 6                       | 1    | 22   |
| 英国          | 杜苑欣   | 6                       | 0                       | 1                       | 12                      | 10                      | 0                       | 5                       | 0                       | 2    | 12   |
| 英国          | 馬昆     | 1                       | 12                      | 12                      | 0                       | 9                       | 0                       | 11                      | 0                       | 2    | 12   |
| 新西兰        | 麥道朗   | 7                       | 0                       | 9                       | 0                       | 1                       | 12                      | 9                       | 0                       | 2    | 12   |
| 法國          | 巴米高   | 10                      | 0                       | 10                      | 0                       | 7                       | 0                       | 1                       | 12                      | 2    | 12   |
| 英国          | 莫雅     | 9                       | 0                       | 3                       | 4                       | 11                      | 0                       | 3                       | 4                       | 6    | 8    |
| 香港          | 巴度     | 2                       | 6                       | 11                      | 0                       | 6                       | 0                       | 10                      | 0                       | 7    | 6    |
| 香港          | 莫雷拉   | 8                       | 0                       | 5                       | 0                       | 3                       | 4                       | 8                       | 0                       | 8    | 4    |
|               | 連達文   | 12                      | 0                       | 4                       | 0                       | 4                       | 0                       | DNF                     | 0                       | 9#   | 0    |
| 香港          | 何澤堯   | 5                       | 0                       | 7                       | 0                       | 5                       | 0                       | 4                       | 0                       | 10#  | 0    |
| 南非          | 希威森   | 4                       | 0                       | 6                       | 0                       | 7                       | 0                       | 7                       | 0                       | 10#  | 0    |
| 日本          | 川田將雅 | 11                      | 0                       | 8                       | 0                       | 12                      | 0                       | 6                       | 0                       | 12   | 0    |

備註：各騎師所代表的國家或地區由香港賽馬會發佈。#有關騎師其中兩場或一場賽事中取得第四，排名較得分相同的其他騎師為高。
繼2008年韋達後，潘頓再次成為在未取得任何一勝之下，贏出國際騎師錦標賽之騎師。潘頓也是繼韋達後，第三度贏出國際騎師錦標賽之騎師。大衛希斯獲得練馬師特別獎。
今年國際騎師錦標賽因為四關各由不同的騎師取勝，所以四位騎師同分下，首次出現四名亞軍的情況。

## 香港國際賽事
香港國際賽事12月12日沙田馬場舉行。隨著香港短途錦標、香港一哩錦標及香港盃的賽事獎金增加，四場香港國際賽事獎金首次達到1億港元，合共有43匹賽駒在四場一級賽宣佈出賽。
| 賽事         | 總獎金（港元） | 冠軍        | 亞軍       | 季軍       | 第四名     | 第五名    | 第六名   |
| ------------ | -------------- | ----------- | ---------- | ---------- | ---------- | --------- | -------- |
| 香港瓶       | $20,000,000    | $11,400,000 | $4,400,000 | $2,000,000 | $1,140,000 | $660,000  | $400,000 |
| 香港短途錦標 | $24,000,000    | $13,680,000 | $5,280,000 | $2,400,000 | $1,368,000 | $792,000  | $480,000 |
| 香港一哩錦標 | $26,000,000    | $14,820,000 | $5,720,000 | $2,600,000 | $1,482,000 | $858,000  | $520,000 |
| 香港盃       | $30,000,000    | $17,100,000 | $6,600,000 | $3,000,000 | $1,710,000 | $9290,000 | $600,000 |

### 香港瓶
開跑時間：14:00（UTC+8）
| 馬號 | 馬匹     | 代表國家/地區 | 騎師   | 練馬師   | 國際評分 | 負磅 | 馬齡 | 檔位 |
| ---- | -------- | ------------- | ------ | -------- | -------- | ---- | ---- | ---- |
| 1    | 致勝一擊 | 英国          | 戴馬田 | 莫爾     | 121      | 126  | 4    | 3    |
| 2    | 耀滿瓶   | 日本          | 莫雷拉 | 尾關知人 | 120      | 126  | 6    | 7    |
| 3    | 時時有餘 | 香港          | 田泰安 | 方嘉柏   | 115      | 126  | 6    | 6    |
| 4    | 愚者眼界 | 日本          | 何澤堯 | 矢作芳人 | 112      | 126  | 6    | 4    |
| 5    | 業界巨頭 | 爱尔兰        | 莫雅   | 岳伯仁   | 111      | 126  | 4    | 2    |
| 6    | 精神威   | 香港          | 梁家俊 | 羅富全   | 111      | 126  | 6    | 1    |
| 7    | 勇猛神駒 | 香港          | 連達文 | 沈集成   | 110      | 126  | 6    | 8    |
| 8    | 倚蓬萊   | 法國          | 蘇銘倫 | 羅迪普   | 112      | 122  | 4    | 5    |

公佈獲選馬匹名單後退出馬匹：波爾明（11月29日退出，因在日本盃賽後受傷）
- 英國馬致勝一擊是2021年加冕盃冠軍[17]，因傷久休復出後，輕取一場膠沙地表列賽邱吉爾園錦標[18]。
- 耀滿瓶是2019年香港瓶得主，雖然此後沒贏過頭馬，但是今年征戰女皇盃跑獲亞軍，今場賽事並配上2019年贏馬組合莫雷拉[19]。
- 時時有餘是2020年香港瓶季軍[20]，最近於遮打盃跑獲亞軍。
- 愚者眼界今年保持穩定，並克服心律不正問題，札幌紀念賽後一個多月可以恢復比賽[21]。
- 業界巨頭曾贏出2020年香港瓶[20]。
- 精神威以慢放方式贏出2021年馬會盃，羅富全賽後亦決定讓馬匹參加香港瓶[22]。
- 勇猛神駒是2021年皇太后紀念盃冠軍[23]。
- 倚蓬萊贏出多場法國雌馬分級賽，是兩項二級賽及三級賽得主，全為雌馬賽，聖格盧大賽跑獲亞軍。這也是法國練馬師羅迪普退休前最後一次派馬參加一級賽[24]。

#### 香港瓶賽果
| 名次 | 馬號 | 馬匹     | 時間    | 勝負距離 |
| ---- | ---- | -------- | ------- | -------- |
| 1    | 2    | 耀滿瓶   | 2:27.07 |          |
| 2    | 1    | 致勝一擊 | 2:27.24 | 1        |
| 3    | 8    | 倚蓬萊   | 2:27.61 | 3-1/2    |
| 4    | 3    | 時時有餘 | 2:28.10 | 6-1/2    |
| 5    | 4    | 愚者眼界 | 2:28.45 | 8-1/2    |
| 6    | 5    | 業界巨頭 | 2:28.85 | 11       |
| 7    | 7    | 勇猛神駒 | 2:29.44 | 14-3/4   |
| 8    | 6    | 精神威   | 2:32.09 | 31-1/4   |

### 香港短途錦標
開跑時間：14:40（UTC+8）
| 馬號 | 馬匹     | 代表國家/地區 | 騎師     | 練馬師   | 國際評分 | 負磅 | 馬齡 | 檔位 |
| ---- | -------- | ------------- | -------- | -------- | -------- | ---- | ---- | ---- |
| 1    | 旺蝦王   | 香港          | 莫雅     | 蔡約翰   | 117      | 126  | 7    | 2    |
| 2    | 妙發靈機 | 日本          | 福永祐一 | 音無秀孝 | 117      | 126  | 3    | 8    |
| 3    | 野田重擊 | 日本          | 川田將雅 | 安田隆行 | 116      | 126  | 6    | 10   |
| 4    | 福逸     | 香港          | 巴度     | 高伯新   | 116      | 126  | 5    | 11   |
| 5    | 錶之未來 | 香港          | 潘頓     | 呂健威   | 115      | 126  | 5    | 9    |
| 6    | 顯心星   | 香港          | 薛恩     | 方嘉柏   | 115      | 126  | 5    | 1    |
| 7    | 錶之智能 | 香港          | 連達文   | 告東尼   | 112      | 126  | 5    | 3    |
| 8    | 肥仔叻叻 | 香港          | 田泰安   | 大衛希斯 | 112      | 126  | 5    | 6    |
| 9    | 君達星   | 香港          | 希威森   | 丁冠豪   | 110      | 126  | 7    | 12   |
| 10   | 當家猴王 | 香港          | 何澤堯   | 韋達     | 110      | 126  | 5    | 4    |
| 11   | 速遞奇兵 | 香港          | 莫雷拉   | 蔡約翰   | 108      | 126  | 4    | 5    |
| 12   | 拉丁城市 | 日本          | 蘇銘倫   | 松下武士 | 111      | 122  | 4    | 7    |

公佈獲選馬匹名單後退出馬匹：聚才（11月26日退出）
- 旺蝦王是2021年百週年紀念短途盃冠軍[25]。
- 妙發靈機2021年秋季縮程短途，贏出短途馬錦標[26]。
- 野田重擊是衛冕香港短途錦標冠軍[27]，2021年復出時贏出高松宮紀念賽[28]。
- 福逸是短途新星，強攻下贏出2021年主席短途獎[29]。
- 錶之未來後上贏出馬會短途錦標，今場換上潘頓上陣。
- 顯心星曾贏出三級賽2021年精英盃[30]，主席短途獎亦跑獲第三名。
- 錶之智能2020年贏出國慶盃，2021年亦於主席短途獎跑獲亞軍。
- 肥仔叻叻身型龐大，開季贏出香港特區行政長官盃，馬會短途錦標亦跑獲亞軍。
- 君達星上季爆大冷贏出短途錦標[31]。
- 當家猴王2021年短途錦標上名跑入亞軍。
- 速遞奇兵2020-21年馬季以五連捷身份贏出沙田銀瓶[32]。
- 拉丁城市曾於兩歲時贏出阪神兩歲牝馬錦標[33]，2021年轉戰短途賽，除了在高松宮紀念賽及短途馬錦標跑入亞席代表作是贏出二級賽人馬錦標[34]。

#### 香港短途錦標賽果
| 名次 | 馬號 | 馬匹     | 時間    | 勝負距離 |
| ---- | ---- | -------- | ------- | -------- |
| 1    | 6    | 顯心星   | 1:08.66 |          |
| 2    | 12   | 拉丁城市 | 1:08.79 | 3/4      |
| 3    | 11   | 速遞奇兵 | 1:08.88 | 1-1/2    |
| 4    | 1    | 旺蝦王   | 1:08.99 | 2        |
| 5    | 10   | 當家猴王 | 1:09.36 | 4-1/4    |
| 6    | 7    | 錶之智能 | 1:09.38 | 4-1/2    |
| 7    | 4    | 福逸     | 1:09.76 | 7        |
| 8    | 3    | 野田重擊 | 1:19.90 | 70-1/4   |
| FE   | 2    | 妙發靈機 | 不適用  | 不適用   |
| FE   | 5    | 錶之未來 | 不適用  | 不適用   |
| FE   | 8    | 肥仔叻叻 | 不適用  | 不適用   |
| FE   | 9    | 君達星   | 不適用  | 不適用   |

香港短途錦標發生了嚴重連環墮馬意外，轉彎時君達星失蹄倒地，令騎師希威森墮馬，繼而累及後方的肥仔叻叻、錶之未來和日本外隊馬妙發靈機相撞，令騎師田泰安、福永祐一和潘頓墮馬，至於後方的野田重擊也因勒避而失位。最為不幸的是，君達星以及肥仔叻叻因傷勢太重而遭人道毀滅。因應墮馬事件，香港賽馬會決定該場賽事及餘下兩場國際賽頒獎儀式從簡，取消國歌演奏。至於另外兩匹同樣被意外影響致其騎師墮馬的馬匹錶之未來和妙發靈機，前者錶之未來於檢查後沒有任何傷勢或異常情況，而後者妙發靈機初時外表沒有任何傷痕，但詳細檢查後發現左前膝腫脹及骨折，氣管多血，幸好相關傷患不至於嚴重到馬匹需要人道毀滅，可以緩慢休養康復，而日媒報道其左前膝骨折，胸部肌肉受傷，需要相當時間治理。繼2013年的香港短途錦標的騎師翟利隆策騎「捷威來」墮馬，因馬匹傷勢人道毀滅，騎師翟利隆被送往醫院。

### 香港一哩錦標
開跑時間：15:55（UTC+8）（較原定開跑時間延遲5分鐘）
| 馬號 | 馬匹     | 代表國家/地區 | 騎師     | 練馬師   | 國際評分 | 負磅 | 馬齡 | 檔位 |
| ---- | -------- | ------------- | -------- | -------- | -------- | ---- | ---- | ---- |
| 1    | 金鎗六十 | 香港          | 何澤堯   | 呂健威   | 120      | 126  | 6    | 2    |
| 2    | 野田賢君 | 日本          | 川田將雅 | 萩原清   | 118      | 126  | 5    | 9    |
| 3    | 冠軍車手 | 日本          | 蘇銘倫   | 音無秀孝 | 118      | 126  | 6    | 6    |
| 4    | 夏威夷   | 香港          | 巴度     | 蔡約翰   | 118      | 126  | 6    | 8    |
| 5    | 幸福笑容 | 香港          | 梁家俊   | 沈集成   | 117      | 126  | 5    | 5    |
| 6    | 戰舞者   | 日本          | 連達文   | 堀宣行   | 115      | 126  | 4    | 1    |
| 7    | 陳年美酒 | 日本          | 田泰安   | 藤原英昭 | 113      | 126  | 4    | 3    |
| 8    | 達心星   | 香港          | 莫雷拉   | 方嘉柏   | 112      | 126  | 5    | 10   |
| 9    | 勁搏     | 香港          | 薛恩     | 蔡約翰   | 107      | 126  | 5    | 7    |
| 10   | 幸運快車 | 香港          | 賀銘年   | 蔡約翰   | 105      | 126  | 5    | 11   |
| 11   | 后土     | 爱尔兰        | 莫雅     | 岳伯仁   | 114      | 126  | 3    | 4    |

公佈獲選馬匹名單後退出馬匹：友誼至好（11月25日退出，因在馬會一哩錦標賽後受傷）、勝得精彩（11月26日退出）、健康愉快（12月4日退出，留待華商會挑戰盃才上陣）
- 目前十五連勝中的2020年香港一哩錦標冠軍金鎗六十，只要贏出此賽事，就可以超越精英大師以及美麗傳承成為香港賽馬職業化以來贏出最多頭馬的香港賽駒[44]。
- 野田賢君在安田紀念賽擊敗放聲歡呼[45]。
- 冠軍車手則是2019年安田紀念賽及一哩冠軍賽盟主，上仗在一哩冠軍賽跑獲第四名。
- 夏威夷2021年奪得女皇銀禧紀念盃[46]。
- 去年香港打吡大賽季軍幸福笑容於2021年一哩冠軍賽中追上金鎗六十跑獲亞軍。
- 戰舞者是2019年朝日盃未來錦標冠軍，相隔一年半載，再次與連達文合作[47]。
- 陳年美酒2020年攻下富士錦標，2021年杜拜草地大賽僅不敵諾斯勳爵（英语：Lord North (horse)）跑獲亞軍[48]。
- 達心星是2021年香港打吡大賽冠軍[49]。
- 勁搏是2021年香港經典一哩賽冠軍。
- 幸運快車從一班賽重新上位，贏出樂聲盃[50]。
- 后土是2021年英國一千堅尼錦標冠軍[51]，亦贏出羅斯齊爾德大賽等。

#### 香港一哩錦標賽果
| 名次 | 馬號 | 馬匹     | 時間    | 勝負距離 |
| ---- | ---- | -------- | ------- | -------- |
| 1    | 1    | 金鎗六十 | 1:33.86 |          |
| 2    | 5    | 幸福笑容 | 1:34.15 | 1-3/4    |
| 3    | 6    | 戰舞者   | 1:34.18 | 2        |
| 4    | 11   | 后土     | 1:34.27 | 2-1/2    |
| 5    | 3    | 冠軍車手 | 1:34.31 | 2-3/4    |
| 6    | 7    | 陳年美酒 | 1:34.31 | 2-3/4    |
| 7    | 4    | 夏威夷   | 1:34.34 | 3        |
| 8    | 2    | 野田賢君 | 1:34.37 | 3-1/4    |
| 9    | 8    | 達心星   | 1:34.58 | 4-1/2    |
| 10   | 9    | 勁搏     | 1:34.76 | 5-3/4    |
| 11   | 10   | 幸運快車 | 1:35.61 | 11       |

### 香港盃
開跑時間：16:35（UTC+8）（較原定開跑時間延遲5分鐘）
| 馬號 | 馬匹     | 代表國家/地區 | 騎師     | 練馬師   | 國際評分 | 負磅 | 馬齡 | 檔位 |
| ---- | -------- | ------------- | -------- | -------- | -------- | ---- | ---- | ---- |
| 1    | 嘉應之星 | 香港          | 蔡明紹   | 告東尼   | 117      | 126  | 6    | 6    |
| 2    | 勇戰神駒 | 香港          | 田泰安   | 苗禮德   | 116      | 126  | 5    | 1    |
| 3    | 龍鼓飛揚 | 香港          | 潘明輝   | 呂健威   | 115      | 126  | 6    | 8    |
| 4    | 滂薄無比 | 日本          | 莫雷拉   | 堀宣行   | 114      | 126  | 5    | 12   |
| 5    | 將王     | 香港          | 薛恩     | 韋達     | 110      | 126  | 4    | 10   |
| 6    | 飛輪閃耀 | 香港          | 巴度     | 沈集成   | 107      | 126  | 5    | 11   |
| 7    | 柏林探戈 | 香港          | 何澤堯   | 告東尼   | 95       | 126  | 4    | 5    |
| 8    | 譽滿杜拜 | 英国          | 馬昆     | 郗國思   | 121      | 123  | 3    | 7    |
| 9    | 文政兼從 | 爱尔兰        | 萬寧     | 鮑爾傑   | 118      | 123  | 3    | 2    |
| 10   | 翩然舞姿 | 爱尔兰        | 莫雅     | 岳伯仁   | 115      | 123  | 3    | 9    |
| 11   | 麗冠花環 | 日本          | 蘇銘倫   | 高野友和 | 118      | 122  | 4    | 3    |
| 12   | 唯獨愛你 | 日本          | 川田將雅 | 矢作芳人 | 118      | 122  | 5    | 4    |

公佈獲選馬匹名單後退出馬匹：日出之國（11月29日退出，因在日本盃賽後前往德國擔任種馬）
- 嘉應之星馬會盃跑獲亞軍後，以補充報名身份加入香港盃行列[53]。
- 勇戰神駒是2021年遮打盃冠軍。
- 龍鼓飛揚贏出百週年紀念銀瓶，亦以負133磅贏出一場一班2000米賽事[31]。
- 滂薄無比2021年從中山金盃連勝中山紀念賽，久休復出後秋季天皇賞以第五名完成。
- 將王是2021年香港經典盃及香港打吡大賽亞軍[54]。
- 飛輪閃耀贏出婦女銀袋賽，以補充報名身份參加香港盃[53]。
- 柏林探戈雖在香港未取一勝，但曾於英國出賽時贏出一場三級賽[55]。
- 譽滿杜拜轉戰中距離連勝奧蘭奴錦標以及多拉爾錦標，冠軍錦標跑入第二[56]。
- 文政兼從則力壓詩情綻放（英语：Poetic Flare）贏出愛爾蘭二千堅尼（英语：Irish 2000 Guineas）[57]。
- 翩然舞姿視為2021年葉森打吡大熱門，無功而還後勝出美國貝蒙打吡邀請錦標（英语：Belmont Derby）[58]。
- 麗冠花環在贏出大阪盃時，保持六連勝不敗紀錄[59]。
- 唯獨愛你經過2020年調整後，贏出香港女皇盃以及美國育馬者盃雌馬草地大賽。

#### 香港盃賽果
| 名次 | 馬號 | 馬匹     | 時間    | 勝負距離 |
| ---- | ---- | -------- | ------- | -------- |
| 1    | 12   | 唯獨愛你 | 2:00.66 |          |
| 2    | 4    | 滂薄無比 | 2:00.68 | 短馬頭位 |
| 3    | 5    | 將王     | 2:00.83 | 1        |
| 4    | 8    | 譽滿杜拜 | 2:00.86 | 1-1/4    |
| 5    | 6    | 飛輪閃耀 | 2:01.07 | 2-1/2    |
| 6    | 11   | 麗冠花環 | 2:01.41 | 4-3/4    |
| 7    | 7    | 柏林探戈 | 2:01.42 | 4-3/4    |
| 8    | 3    | 龍鼓飛揚 | 2:01.44 | 5        |
| 9    | 10   | 翩然舞姿 | 2:01.68 | 6-1/2    |
| 10   | 1    | 嘉應之星 | 2:02.10 | 9        |
| 11   | 2    | 勇戰神駒 | 2:02.25 | 10       |
| 12   | 9    | 文政兼從 | 2:03.33 | 16-3/4   |

## 備註
1. ↑  在英國由莫爾及簡世剛練馬師組合訓練
2. ↑  原配騎師福永祐一因墮馬受傷退出，由蘇銘倫接替
3. ↑  原配騎師潘頓因墮馬受傷退出，由巴度接替
4. ↑  原定騎師潘頓因墮馬受傷退出，由潘明輝接替

## 外部連結
- 浪琴表香港國際賽事2021 （页面存档备份，存于）（賽事概覽 （页面存档备份，存于）、馬匹往績特刊 （页面存档备份，存于））